# Banyamulenge
I Banyamulenge sono un'etnia tutsi presente nelle regioni orientali del Congo i cui membri ribelli, durante la Seconda Guerra del Congo, si organizzarono in un gruppo armato sostenuto dal Ruanda: il Raggruppamento Congolese per la Democrazia (RCD).